# Harda
Harda là một thành phố và khu đô thị của quận Harda thuộc bang Madhya Pradesh, Ấn Độ.

## Địa lý
Harda có vị trí 22°20′B 77°06′Đ / 22,33°B 77,1°Đ Nó có độ cao trung bình là 296 mét (971 feet).

## Nhân khẩu
Theo điều tra dân số năm 2001 của Ấn Độ, Harda có dân số 61.712 người. Phái nam chiếm 52% tổng số dân và phái nữ chiếm 48%. Harda có tỷ lệ 74% biết đọc biết viết, cao hơn tỷ lệ trung bình toàn quốc là 59,5%: tỷ lệ cho phái nam là 80%, và tỷ lệ cho phái nữ là 67%. Tại Harda, 14% dân số nhỏ hơn 6 tuổi.